# César Civita
César Civita, nascido Cesare Civita (Nova Iorque, 4 de setembro de 1905 — Buenos Aires, 9 de abril de 2005), era um editor italiano, que em 1936 tornou-se gerente geral da Arnoldo Mondadori Editore na Itália. Após a passagem das Leis Raciais de 1938, emigrou com sua família para Nova York para escapar das restrições discriminatórias.
Ele se mudou com sua família novamente em 1941 para Buenos Aires, tornando-se representante da Walt Disney na Argentina e fundador da Editorial Abril nesse ano. Na década de 1960, sua editora produziu nove revistas.
Seu irmão Victor Civita emigrou para o Brasil, onde estabeleceu a Editora Abril em São Paulo em 1949. É fundador do Grupo Abril, uma das maiores editoras do país.

## Juventude e educação
Ele nasceu Cesare Civita em Nova Iorque, filho de pais italianos: Vittoria Carpi, uma cantora de ópera, e Carlo Civita, um homem de negócios. Seus irmãos mais novos eram Vittorio e Daniele. A família voltou para Milão, onde os rapazes foram para a escola.
Quando jovem, Cesare desenvolveu um interesse precoce no mercado editorial, particularmente relacionados à literatura e arte gráfica. Ele também se envolveu no cinema, a produção de um filme.

## Carreira
Em 1936 Civita foi nomeado gerente geral da prestigiada editora Arnoldo Mondadori Editore. Ele e Cesare Zavattini redesenharam a revista literária de Pitigrilli, Grandi Firme, incorporando a arte da capa por Gino Boccasile e atraindo para a revista sua maior circulação. Civita obteve uma licença exclusiva para publicar quadrinhos americanos da Walt Disney na Itália. Ele também se aventurou no cinema, produzindo um documentário que ganhou um prêmio no Festival de Veneza.
Após o regime Fascista promulgar as Leis Raciais de 1938, Civita optou por emigrar para Nova York com sua esposa, Mina, e seus três filhos. Tornou-se um agente de talentos para ilustradores. Entre outros, ele representou Saul Steinberg, para quem Civita vendeu carteiras de Harper's Bazaar e Life Magazine. Isto permitiu-lhe obter um Visto dos Estados Unidos para o artista judeu.

## Na Argentina
Em 1941, Civita mudou com sua família para Buenos Aires e tornou-se representante da Disney em Argentina. Ele também estabeleceu a editora Editorial Abril. A Disney viajou para a Argentina enquanto preparava seu próximo filme de animação, Bambi e modelou o pano de fundo da floresta após o Parque Nacional Los Arrayanes.
Civita diversifica a Editorial Abril depois de 1945 com a contratação de um número de ilustradores talentosos e cartunistas de Argentina e Itália, entre eles Hugo Pratt, Mario Faustinelli, Alberto Ongaro, Ivo Pavone, Héctor Oesterheld, Alberto Breccia, Dino Battaglia, e Paul Campani. O irmão mais novo de César, Victor Civita, estabelece a Editora Abril em São Paulo em 1949, que evoluiu para uma das maiores editoras (Grupo Abril) no Brasil.
Menor do que o seu homólogo brasileiro, a Editorial Abril publicou nove revistas na década de 1960, incluindo Parabrisas (para os entusiastas de automóveis), Corsa (desporto automóvel), Claudia (uma revista feminina), Adán (para os homens), Panorama (interesse geral), e Siete Dias Ilustrados (notícias), bem como a série de quadrinhos francês, Asterix, e outros . Algumas das figuras mais célebres no jornalismo argentino trabalharam para Abril na época, incluindo o ilustrador Hugo Pratt, o fotógrafo Grete Stern, o sociólogo Gino Germani, os escritores Rodolfo Walsh, Francisco Urondo e Juan Gelman e o poeta Miguel Ángel Bustos.
Civita foi acompanhado na empresa por vários membros da família, incluindo sua mulher, Mina (que editou Claudia). Sua filha Adriana se tornou correspondente-chefe da empresa durante a Guerra do Vietname.
Civita e sua esposa se separaram.
Em 1972 Civita comprado ações em Papel Prensa; o fabricante de jornal público-privada foi estabelecido pelo regime. Ele e a Editorial Abril tornaram-se seus principais acionistas privados. Na sequência de uma mudança de governo e com o retorno de Juan Perón à presidência em 1973, seu ministro das Finanças, José Ber Gelbard, instituiu regulamentos que restringiram máquinas importadas. Civita vendeu sua participação na Papel Prensa para o financista David Graiver nesse ano. Civita, que nunca teve boas relações com o Peronismo, ficou sob pressão, em parte, por causa dos inúmeros escritores de esquerda que ele empregou. Pressionado sobre o assunto, ele afirmou que "a Editora Abril não é contra ninguém, exceto nazistas e fascistas."
A tentativa de Civita para manter o equilíbrio ganhou a inimizade da Aliança Anticomunista Argentina, e ele foi alvo de inúmeras ameaças de morte e uma tentativa de sequestro. Em 1975, um ataque de comando de helicóptero disparou contra seu apartamento no 18º andar em Belgrano. Ele e sua família se juntaram a seu irmão Victor em São Paulo, Brasil.
Embora o título mais vendido da editora, Panorama, tenha acabado em Dezembro de 1975, a Editorial Abril continuou a operar. Foi vendida em 1982 para uma parceria entre Celulosa Argentina e Rizzoli Editores.
Civita viveu no Brasil e México por alguns anos e voltou para a Argentina após o governo democrático ser restaurado seguindo os anos da Guerra Suja. Ele morreu em Buenos Aires em 2005, aos 99 anos de idade.